# Damjan Fras
Damjan Fras (Lubiana, 21 febbraio 1973) è un ex saltatore con gli sci sloveno.

## Palmarès

### Olimpiadi
- 1 medaglia:
  - 1 bronzo (gara a squadre a Salt Lake City 2002)